# Singh Is Kinng
Pour plus de détails, voir Fiche technique et Distribution.
Singh Is Kinng (hindi : सिंह इज़ किंग, ourdou : سنگھ از کنگ) est un film indien de Bollywood réalisé en 2008 par Anees Bazmee. 
Il réunit Akshay Kumar et Katrina Kaif dans les rôles principaux et se situe dans la communauté sikhe. Le film a été tourné à 75 % en Australie. L'adjonction du n dans le mot king (« roi » en anglais) est due aux conseils d'un numérologue,. Le film a été un grand succès au box-office.

## Synopsis
Happy Singh, jeune homme généreux mais maladroit qui vit dans un village du Punjab, se voit confier une mission : partir en Australie pour y chercher Lucky Singh, un ancien villageois, qui règne désormais sur la pègre locale. De rencontres inattendues en détours imprévus, le voyage est riche en rebondissements…

## Fiche technique
- Titre : Singh Is Kinng
- Réalisateur : Anees Bazmee
- Producteur : Vipul Amrutlal Shah
- Scénariste : Anees Bazmee et Suresh Nair
- Musique : Pritam et RDB (en)
- Parolier : Mayur Puri
- Date de sortie :
  -  Inde : 8 août 2008
  -  France : 10 août 2008
- Pays : Inde
- Langue : punjabi, hindi
- Durée : 135 minutes

## Distribution
- Akshay Kumar : Happy Singh
- Katrina Kaif : Sonia Singh
- Om Puri : Rangeela Mann
- Ranvir Shorey : Puneet Sabarwal
- Jaaved Jaaferi : Mika/le père de Puneet
- Neha Dhupia : Julie Gupta
- Sonu Sood : Lakhan "Lucky" Singh
- Kirron Kher : Mrs. Singh
- Kamal Chopra : Guruji Gurbaksh Singh
- Sudhanshu Pandey : Raftaar Mann
- Yashpal Sharma : Pankaj Udaas
- Satwant Kaur : la mère de Lakhan
- Manoj Pahwa : Dilbagh Singh
- Gurpreet Ghuggi : Manjeet
- Snoop Dogg : lui-même

## Musique
La musique est d'inspiration bhangra (très en vogue chez les Sikhs), avec le groupe RDB (en) mais aussi avec le rappeur américain Snoop Dogg, qui fait un caméo.
| Chanson                       | Interprète(s)                             |
| ----------------------------- | ----------------------------------------- |
| Singh Is Kinng                | Snoop Dogg, RDB (en), Akshay Kumar        |
| Jee Karda                     | Labh Janjua, Suzanne D'Mello              |
| Bas Ek Kinng                  | Javed Jaffrey (en), Neeraj Shridhar       |
| Bhootni ke                    | Daler Mehndi                              |
| Teri ore                      | Rahat Fateh Ali Khan, Shreya Ghoshal      |
| Talli Hua                     | Neeraj Shridhar, Labh Janjua              |
| Bas Ek Kinng - Tigerstyle Mix | Javed Jaffrey, Neeraj Shridhar, Hard Kaur |
| Bhootni Ke - Tigerstyle Mix   | Mika Singh                                |
| Talli Hua - Jay Dabhi Remix   | Neeraj Shridhar, Labh Janjua              |
| Jee Karda - Remix             | Labh Janjua, Suzanne D'Mello              |
| Teri Ore - Lounge Remix       | Rahat Fateh Ali Khan, Shreya Ghoshal      |
| Bhootni Ke - Remix            | Daler Mehndi                              |